# Heinz Kalenborn
Heinz Kalenborn (* 21. August 1927 in Düsseldorf; † 12. Oktober 2021 ebenda) war ein deutscher Architekt.

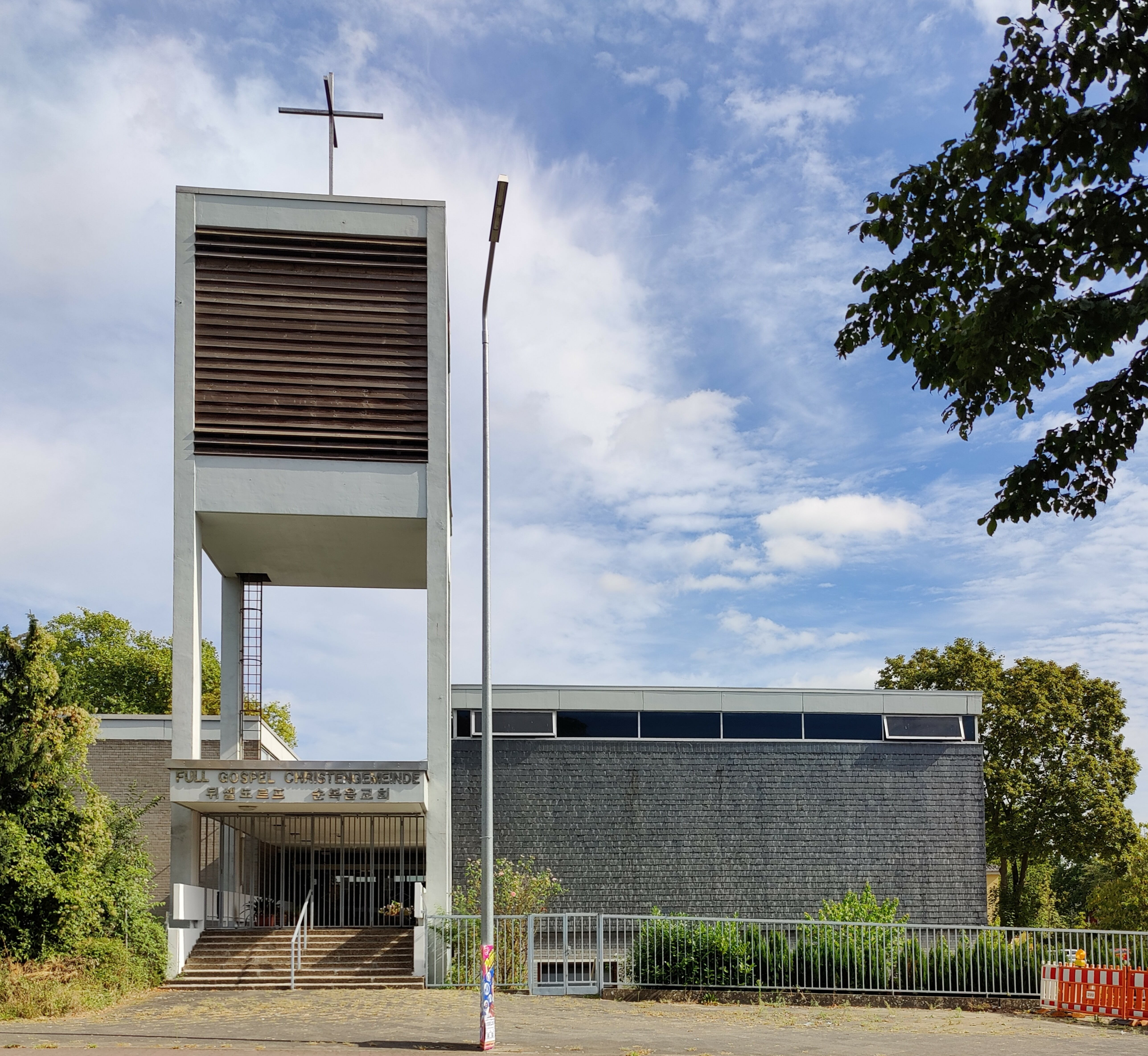
Evangelische Calvinkirche (jetzt Full Gospel Church) Düsseldorf-Flingern

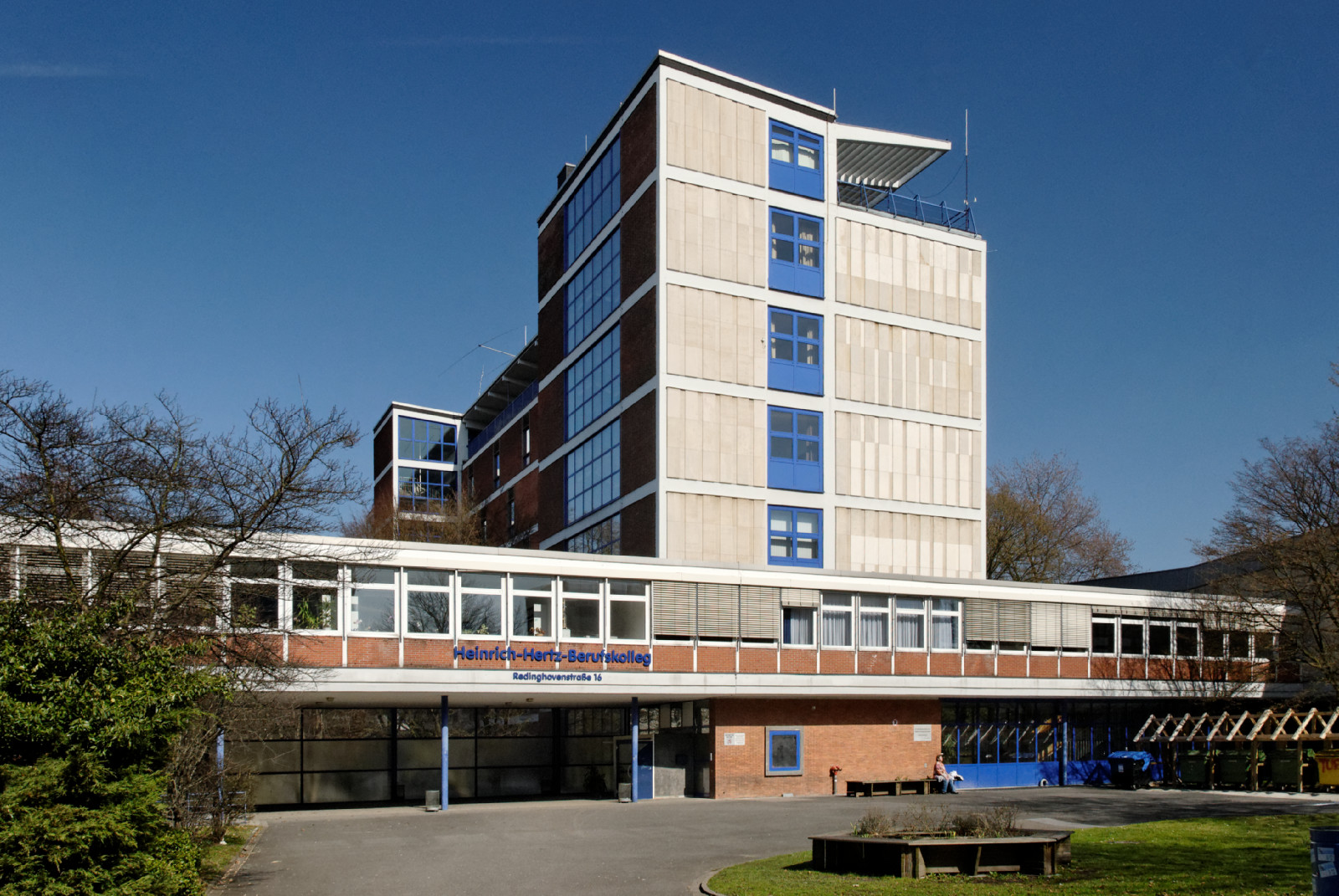
Heinrich-Hertz-Berufskolleg

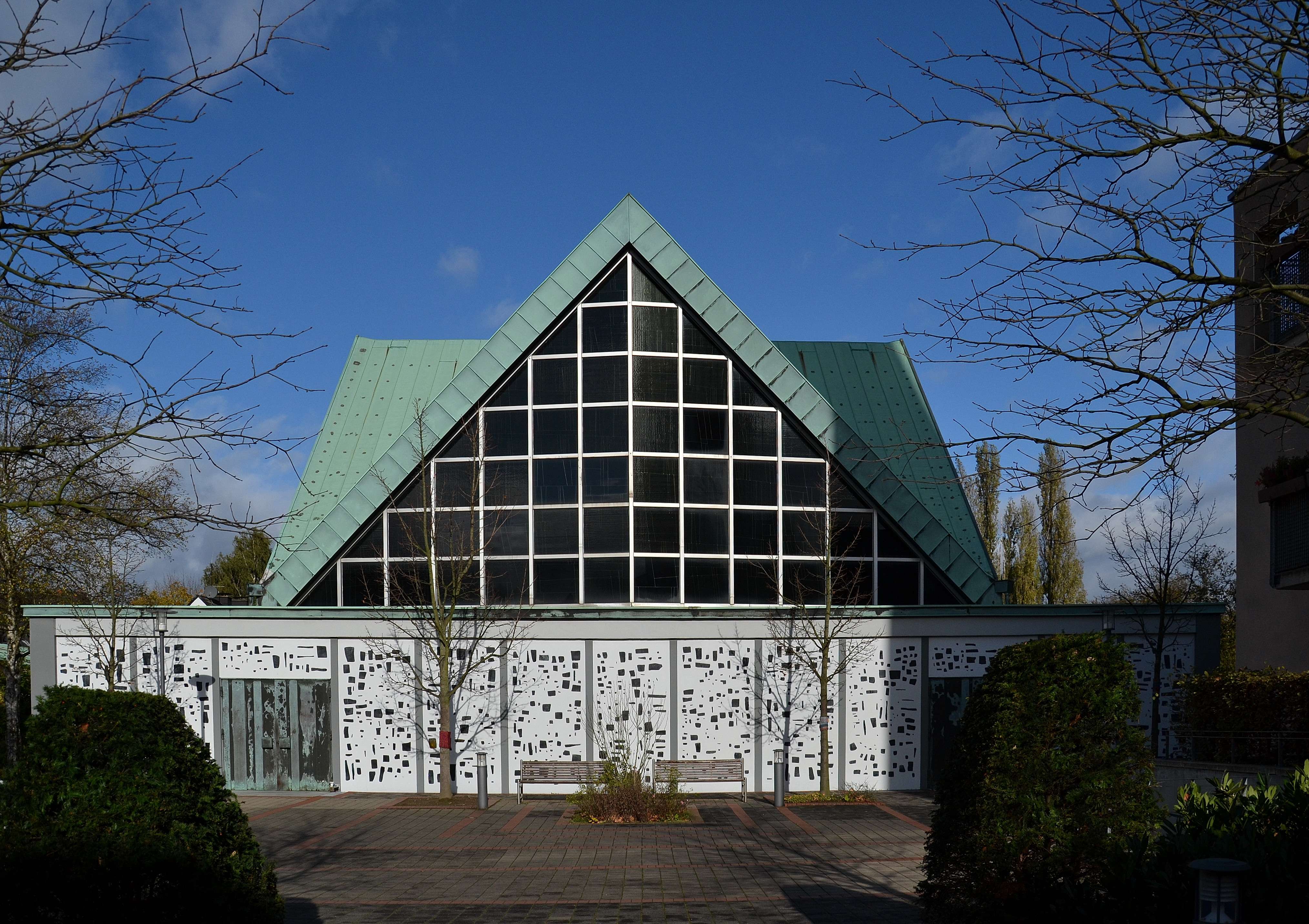
Ev. Markuskirche Essen

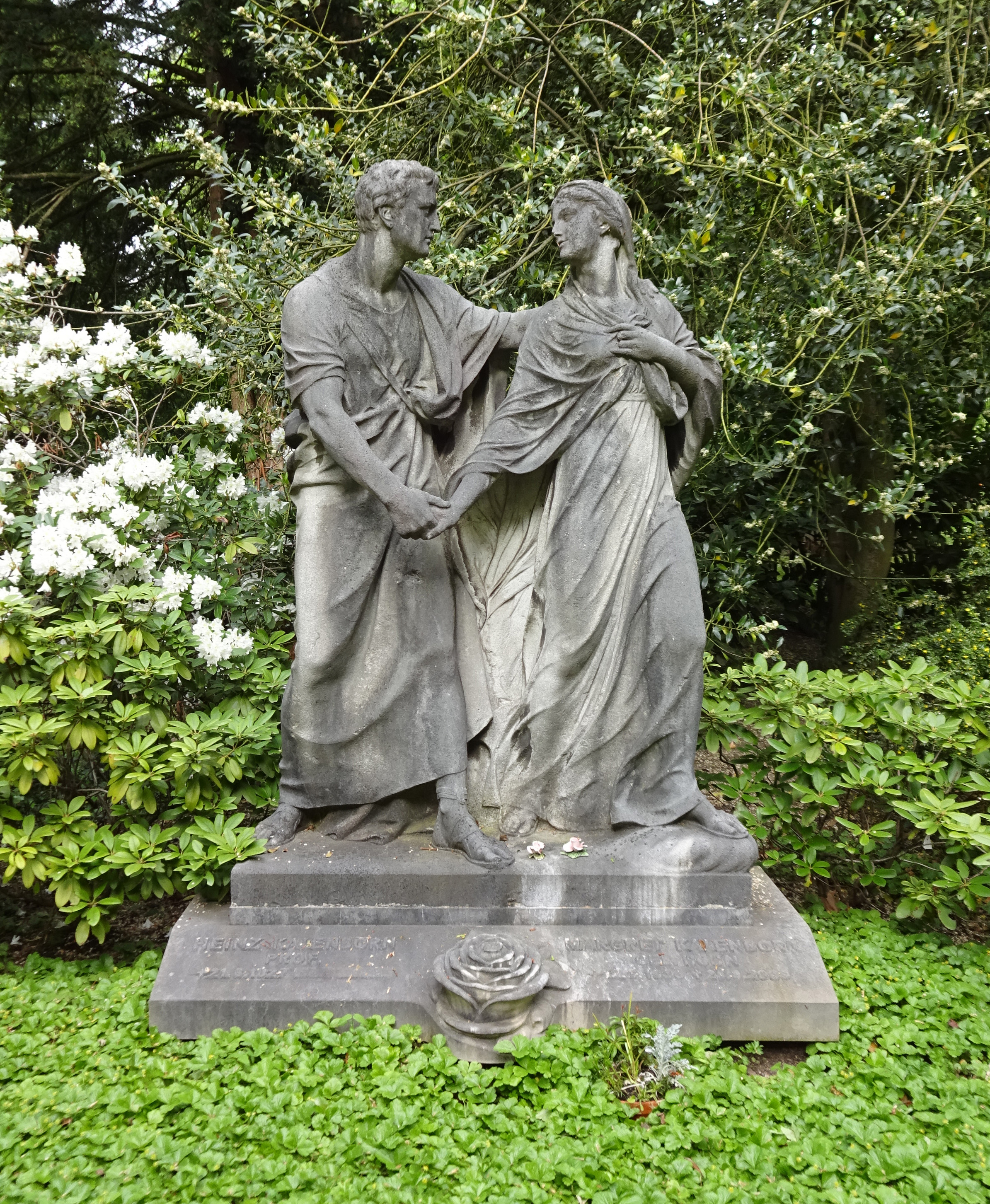
Grabstätte Margret und Heinz Kalenborn, Nordfriedhof Düsseldorf (April 2019)

Nach einer Bauzeichnerlehre absolvierte er von 1949 bis 1953 ein Architektur-Studium an der Technischen Hochschule Stuttgart, das er mit der Diplom-Hauptprüfung bei Rolf Gutbier abschloss. Von 1953 bis 1955 war er wissenschaftlicher Assistent bei Gutbier an der Technischen Hochschule Stuttgart.
1955 eröffnete er sein eigenes Architekturbüro in Düsseldorf; er arbeitete in verschiedenen Arbeitsgemeinschaften und Sozietäten, so Dansard Hellenkamp Kalenborn (ab 1966), Dansard Kalenborn und Partner (1972), Kalenborn + Jetel Architekten BDA (1988), Kalenborn + Randerath Architekten BDA BDB (1999–2003) und ab 2005 in Kooperation mit Stephan Schneider in KS Architekten. Ab 1967 lehrte er als Dozent an der Peter-Behrens-Werkkunstschule Düsseldorf. Kalenborns Plansammlung wurde in das Archiv für Architektur und Ingenieurbaukunst NRW eingegliedert.
Verheiratet war Kalenborn mit Margret Höhn (* 12. März 1930; † 25. September 2009). Heinz Kalenborn wurde an der Seite seiner Frau auf dem Nordfriedhof in Düsseldorf beerdigt. Er hatte die Patenschaft der Grabstätte mit einer überlebensgroßen Marmorgruppe von Fritz Schaper erschaffen 1915/1917 für einen Düsseldorfer, der den frühen Tod seiner jungen Frau beklagte, übernommen und der Steinmetz Rittmeyer hatte die Figurengruppe überarbeitet.

## Bauten
- 1956–1958: Metallgewerbliche Berufsschule 1, jetzt Heinrich-Hertz-Berufskolleg (Düsseldorf), Redinghovenstraße 16
- 1958–1960: Gemeindezentrum und ev. Markuskirche (Essen) (mit Wolfgang Müller-Zantop)
- 1959–1961: Geschwister-Scholl-Gymnasium Düsseldorf, Redinghovenstraße 41
- 1962–1965: Haus der Evangelischen Kirche, jetzt Kennedy-Tower in Essen (mit Wolfgang Müller-Zantop)
- 1964: evangelische Calvinkirche in Düsseldorf-Flingern
- 1964: Hauptfriedhof in Witten, Pferdebachstr.
- 1964–1966: Hauptschule in Kaarst
- 1965–1966: ev. Immanuelkirche (Düsseldorf), Pionierstraße 61
- 1966: Gemeindezentrum in Oberhausen[2]
- 1970: Ladenzentrum Garath-Nordost
- vor 1975: Einfamilienhaus mit Einliegerwohnung in Düsseldorf (mit J. Haider)[3]
- 2004: Planung für den Neubau eines Verwaltungsgebäudes und Umbau der denkmalgeschützten Villa Marx in Viersen, Gerberstraße

## Ehrungen
2008 bekam Kalenborn den Rheinlandtaler für seine Verdienste in der Denkmalpflege verliehen.